# Емульгатори
Емульга́тори — речовини, які сприяють утворенню і підвищенню стійкості емульсії. Ефективні емульгатори — міцелоутворюючі ПАР, розчинні високомолекулярні речовини, деякі високодисперсні тверді тіла. Дія емульгаторів на межі поділу двох рідких фаз базується на утворенні навколо глобул дисперсної фази адсорбційних оболонок з високою структурною в'язкістю (структурно-механічного бар'єра), які перешкоджають зближенню глобул і їх коалесценції або флокуляції.

## Основні типи емульгаторів
- мила і милоподібні поверхнево-активні речовини (ПАР),
- розчинні високомолекулярні сполуки,
- високодисперсні тверді речовини.

Крім того, розрізняють природні й синтетичні емульгатори.

### Природні емульгатори
Природними емульгаторами є нафтенові кислоти, асфальтени і високоплавкі парафіни, які містяться у нафтах. Їх дія посилюється наявністю в пластових водах мінеральних солей, кислот і дрібнодисперсних механічних домішок.

### Синтетичні емульгатори
Основним типом синтетичних емульгаторів, які застосовуються у нафтогазовидобутку, є ПАР. Їх ефективність як емульгаторів характеризує гідрофільно-ліпофільний баланс (ГЛБ), тобто співвідношення гідрофільних і гідрофобних (ліпофільних) груп молекул ПАР.

## Емульгатор (Апарат)
Апарат для приготування тонкодисперсної емульсії з флотаційних реагентів або інших маслоподібних рідин та води.